# Cephalocyclus rockefelleri
Cephalocyclus rockefelleri är en skalbaggsart som beskrevs av Dellacasa, Dellacasa och Gordon 2007. Cephalocyclus rockefelleri ingår i släktet Cephalocyclus och familjen Aphodiidae. Inga underarter finns listade.